# Casper, Wyoming
Casper, på lakota: Pahášaša Otȟúŋwahe, "Röda kullens stad", är en stad och huvudort i Natrona County i delstaten Wyoming, USA. Staden hade 55 316 invånare vid 2010 års folkräkning och är den näst största staden i Wyoming efter huvudstaden Cheyenne. Casper är administrativ huvudort (county seat) i Natrona County.

## Geografi
Casper ligger vid foten av Casper Mountain, som är 2 478 meter högt över havet och därmed reser sig 914 meter över centrala Casper. Berget är den norra ändpunkten för bergskedjan Laramie Mountains. Genom ortens centrum flyter North Platte River.
Casper omges av grannstäderna Mills, Evansville och Bar Nunn, som gränsar direkt till staden Casper och ingår i dess storstadsområde.

## Historia
På platsen etablerade mormoner efter beslut av ledaren Brigham Young i mitten av 1800-talet ett färjeläge över North Platte River, där en större led västerut mot dagens Utah och de västra territorierna passerade. Fort Caspar etablerades därefter för att skydda färjeläget från attacker från indianfolken i trakten, som intensifierades efter Sand Creek-massakern 1864. Fortets garnison flyttades till Fort Fetterman nära Douglas 1867 och staden Casper etablerades först långt senare, i samband med att Wyoming Central Railway byggdes genom området 1888. Sedan olja upptäckts under 1890-talet blev orten ett regionalt center för oljeinudstrin. Med 51 016 invånare vid folkräkningen 1980 var orten under det tidiga 1980-talet den största staden i Wyoming.

## Näringsliv
Casper är en relativt liten stad med nationella mått i USA, men i den glesbefolkade delstaten Wyoming utgör den ett regionalt centrum för näringsliv och handel. Oljeindustrin har ända sedan 1890-talet haft en stor betydelse för stadens utveckling, och sedan 1895 har staden haft ett aktivt oljeraffinaderi. I början av 1980-talet hade staden tre oljeraffinaderier, men idag återstår endast ett som ägs av Sinclair Oil Corporation och ligger i Evansville. Under senare decennier har energiindustrin utökats med kol- och uranutvinning.

## Utbildning
Casper College är ett community college som tillhandahåller utbildningar på bachelor-nivå genom University of Wyoming.
Stadens skolor är del av Natrona County School District #1. Stadens tre high schools är Kelly Walsh High School, Natrona County High School och Roosevelt High School.

## Media
Casper har en dagstidning, Casper Star-Tribune, och en veckonyhetstidning, Casper Journal. I staden publiceras även den regionala onlinetidningen WyoFile.

## Kommunikationer
Motorvägen Interstate 25 utgör stadens viktigaste kommunikationsled och sammanbinder orten med Buffalo norrut, samt storstäderna Cheyenne och Denver åt sydost. Andra större federala vägar är U.S. Route 20, Route 26 och Route 87.
Casper-Natrona County International Airport (CPR) ligger väster om staden och har reguljär passagerartrafik till flera destinationer som bedrivs av SkyWest Airlines och Allegiant Airlines.

## Kända invånare
- John Barrasso (född 1952), republikansk politiker, senator för Wyoming 2008–.
- Dick Cheney (född 1941), republikansk politiker och tidigare VD för Halliburton, USA:s 46:e vicepresident 2001–2009, växte upp i Casper.
- Lynne Cheney (född 1941), litteraturvetare och författare, hustru till Dick Cheney.
- Tom Coburn (född 1948), republikansk politiker, senator för Oklahoma 2005–2015.
- Patrick Joseph Sullivan (1865–1935), republikansk politiker, Caspers borgmästare 1897–1898 och senator för Wyoming 1929–1930.

## I populärkultur
Casper förekommer i ABC:s TV-serie The Good Doctor då huvudkaraktären Shaun Murphy (spelad av Freddie Highmore) kommer därifrån. 